# Häuschen (Solingen)
Häuschen ist eine Ortslage im Stadtteil Wald der bergischen Großstadt Solingen.

## Lage und Beschreibung
Häuschen liegt nördlich der Weyerstraße im Südosten von Solingen-Wald. Die zu dem Ort gehörenden Gebäude liegen an einer Stichstraße, die von der Freiheitstraße abzweigt und den Namen des Ortes trägt. Dort sind noch das historische Gutshaus und einzelne angrenzende Gebäude erhalten. Unmittelbar daneben befindet sich die Werkstatt der Lebenshilfe Solingen am Weyer. Benachbarte Orte sind bzw. waren (von Nord nach West): Rolsberg, Krausen, Altenhof, Scheuer, Weyer, Bech und Bavert.

## Etymologie
Bis in das erste Viertel des 19. Jahrhunderts wird der Ortsname als Laufenhaus (bzw. Abwandlungen davon) genannt, der offensichtlich später verkürzt wurde.

## Geschichte
Häuschen lässt sich bis in das 17. Jahrhundert zurückverfolgen. Im Jahre 1715 ist der Ort in der Karte Topographia Ducatus Montani, Blatt Amt Solingen, von Erich Philipp Ploennies mit einer Hofstelle verzeichnet und als Laufenhus benannt. Der Ort gehörte zur Honschaft Schnittert innerhalb des Amtes Solingen. Die Topographische Aufnahme der Rheinlande von 1824 verzeichnet den Ort als im Laufenhäuschen und die Preußische Uraufnahme von 1844 als Häuschen. In der Topographischen Karte des Regierungsbezirks Düsseldorf von 1871 ist der Ort unbenannt verzeichnet.
Nach Gründung der Mairien und späteren Bürgermeistereien Anfang des 19. Jahrhunderts wurde Häuschen der Bürgermeisterei Merscheid zugeordnet, die 1856 zur Stadt erhoben und im Jahre 1891 in Ohligs umbenannt wurde.  
1815/16 lebten 32, im Jahr 1830 37 Menschen im als Weiler bezeichneten Wohnplatz Laufenhäusgen. 1832 war der Ort weiterhin Teil der Honschaft Schnittert innerhalb der Bürgermeisterei Merscheid, dort lag er in der Flur IV. Bavert. Der nach der Statistik und Topographie des Regierungsbezirks Düsseldorf als Hofstadt kategorisierte Ort besaß zu dieser Zeit acht Wohnhäuser und fünf landwirtschaftliche Gebäude mit 42 Einwohnern, davon zwei katholischen und 40 evangelischen Bekenntnisses. Die Gemeinde- und Gutbezirksstatistik der Rheinprovinz führt den Ort 1871 mit zwölf Wohnhäusern und 68 Einwohnern auf. Im Gemeindelexikon für die Provinz Rheinland von 1888 werden 13 Wohnhäuser mit 27 Einwohnern angegeben. 1895 besitzt der Ortsteil sieben Wohnhäuser mit 57 Einwohnern.
Mit der Städtevereinigung zu Groß-Solingen im Jahre 1929 wurde Häuschen schließlich ein Ortsteil Solingens. 
Wie amtliche Karten der Stadt Solingen aus der Zeit nach der Städtevereinigung beweisen, sollte das bislang kaum besiedelte Gebiet zwischen Häuschen, Bavert und der nördlich gelegenen Friedrichstraße (heute Altenhofer Straße) durch neu angelegte Straßen sukzessive erschlossen und bebaut werden. Im amtlichen Stadtplan von 1929 sind die projektierten Straßen bereits eingezeichnet und benannt, darunter eine verlängerte Alsen- und Düppelstraße. Beide Straßen blieben jedoch kurze Stichstraßen, nur an der am Rande von Häuschen verlaufenden Itterstraße verdichtete sich die Bebauung langsam. Nach dem Zweiten Weltkrieg entstanden dann die Wohnsiedlungen nördlich der Altenhofer Straße sowie an der Dieselstraße.
Von den verbliebenen historischen Fachwerkhäusern im Ort stehen seit 1985 die Gebäude Häuschen 2, 5 sowie 6, 7 unter Denkmalschutz. Nach heutigen Stadtbezirksgrenzen gehört Häuschen zu Wald.